# Something in the Air (Live Paris 99)
Something in the Air (Live Paris 99) is een livealbum van de Britse muzikant David Bowie. Het album werd opgenomen op 14 oktober 1999 in het Élysée Montmartre in Parijs tijdens de Hours Tour, een tournee ter promotie van Bowie's korte tijd eerder verschenen album 'hours...'. Het concert vond plaats op de dag nadat Bowie van de Franse overheid de Orde van Kunsten en Letteren kreeg uitgereikt. Op 14 augustus 2020 werd het album uitgebracht op streamingdiensten, en op 12 maart 2021 kwam een versie uit op cd en vinyl. Drie nummers die tijdens deze show waren opgenomen, verschenen eerder al op de cd-single "Survive". Het album maakt deel uit van Brilliant Live Adventures, een set van zes livealbums die in de tweede helft van de jaren '90 waren opgenomen.

## Tracklist
Alle nummers geschreven door Bowie, tenzij anders vermeld.

| Nr. | Titel                                 | Schrijver(s)          | Duur |
| --- | ------------------------------------- | --------------------- | ---- |
| 1.  | "Life on Mars?"                       |                       | 5:27 |
| 2.  | "Thursday's Child"                    | Bowie, Reeves Gabrels | 5:36 |
| 3.  | "Something in the Air"                | Bowie, Gabrels        | 5:22 |
| 4.  | "Word on a Wing"                      |                       | 6:36 |
| 5.  | "Can't Help Thinking About Me"        |                       | 3:36 |
| 6.  | "China Girl"                          | Bowie, Iggy Pop       | 4:05 |
| 7.  | "Always Crashing in the Same Car"     |                       | 3:40 |
| 8.  | "Survive"                             | Bowie, Gabrels        | 4:28 |
| 9.  | "Drive-In Saturday"                   |                       | 4:56 |
| 10. | "Changes"                             |                       | 4:57 |
| 11. | "Seven"                               | Bowie, Gabrels        | 4:27 |
| 12. | "Repetition"                          |                       | 3:40 |
| 13. | "I Can't Read"                        | Bowie, Gabrels        | 6:34 |
| 14. | "The Pretty Things Are Going to Hell" | Bowie, Gabrels        | 4:26 |
| 15. | "Rebel Rebel"                         |                       | 4:13 |

## Personeel
- David Bowie: zang
- Page Hamilton: lead- en slaggitaar
- Mark Plati: slaggitaar, akoestische gitaar, akoestische gitaar, basgitaar, achtergrondzang
- Gail Ann Dorsey: basgitaar, slaggitaar, achtergrondzang
- Sterling Campbell: drums, percussie
- Mike Garson: piano
- Holly Palmer: achtergrondzang, percussie
- Emm Gryner: achtergrondzang